# Abingdon, Illinois
Abingdon là một thành phố thuộc quận Knox, tiểu bang Illinois, Hoa Kỳ. Năm 2010, dân số của thành phố này là 3319 người.

## Dân số
Dân số qua các năm:
- Năm 2000: 3612 người.
- Năm 2010: 3319 người.